# Parrillas
Parrillas – gmina w Hiszpanii, w prowincji Toledo, w Kastylii-La Mancha, o powierzchni 51,03 km². W 2011 roku gmina liczyła 411 mieszkańców.